# Lijst van voetbalinterlands Argentinië - Canada (vrouwen)
Deze lijst van voetbalinterlands is een overzicht van alle officiële voetbalinterlands tussen de nationale vrouwenteams van Argentinië en Canada. De landen hebben tot nu toe acht keer tegen elkaar gespeeld. 

## Wedstrijden
| № | Plaats                | Datum             | Competitie                  | Wedstrijd           | Uitslag |
| - | --------------------- | ----------------- | --------------------------- | ------------------- | ------- |
| 1 | Columbus              | 24 september 2003 | WK 2003                     | Canada − Argentinië | 3 − 0   |
| 2 | Suwon                 | 14 juni 2008      | Vriendschappelijk           | Canada − Argentinië | 5 − 0   |
| 3 | Tianjin               | 6 augustus 2008   | Olympische Spelen 2008      | Argentinië − Canada | 1 − 2   |
| 4 | Guadalajara           | 20 oktober 2011   | Pan-Amerikaanse Spelen 2011 | Canada − Argentinië | 1 − 0   |
| 5 | Orlando               | 21 februari 2021  | SheBelieves Cup 2021        | Argentinië − Canada | 0 − 1   |
| 6 | Sanlúcar de Barrameda | 6 oktober 2022    | Vriendschappelijk           | Canada − Argentinië | 2 − 0   |
| 7 | Vancouver             | 4 april 2025      | Vriendschappelijk           | Canada − Argentinië | 3 − 0   |
| 8 | Langford              | 8 april 2025      | Vriendschappelijk           | Canada − Argentinië | 0 − 1   |

## Samenvatting
| Competitie             | Totaal gespeeld | Winst Argentinië | Gelijk | Winst Canada | Doelsaldo Argentinië – Canada |
| ---------------------- | --------------- | ---------------- | ------ | ------------ | ----------------------------- |
| WK-eindronde           | 1               | 0                | 0      | 1            | 0 − 3                         |
| OS-eindronde           | 1               | 0                | 0      | 1            | 1 − 2                         |
| Pan-Amerikaanse Spelen | 1               | 0                | 0      | 1            | 0 − 1                         |
| SheBelieves Cup        | 1               | 0                | 0      | 1            | 0 − 1                         |
| Vriendschappelijk      | 4               | 1                | 0      | 3            | 1 − 10                        |
| Totaal                 | 8               | 1                | 0      | 7            | 2 − 17                        |